# Saxofour

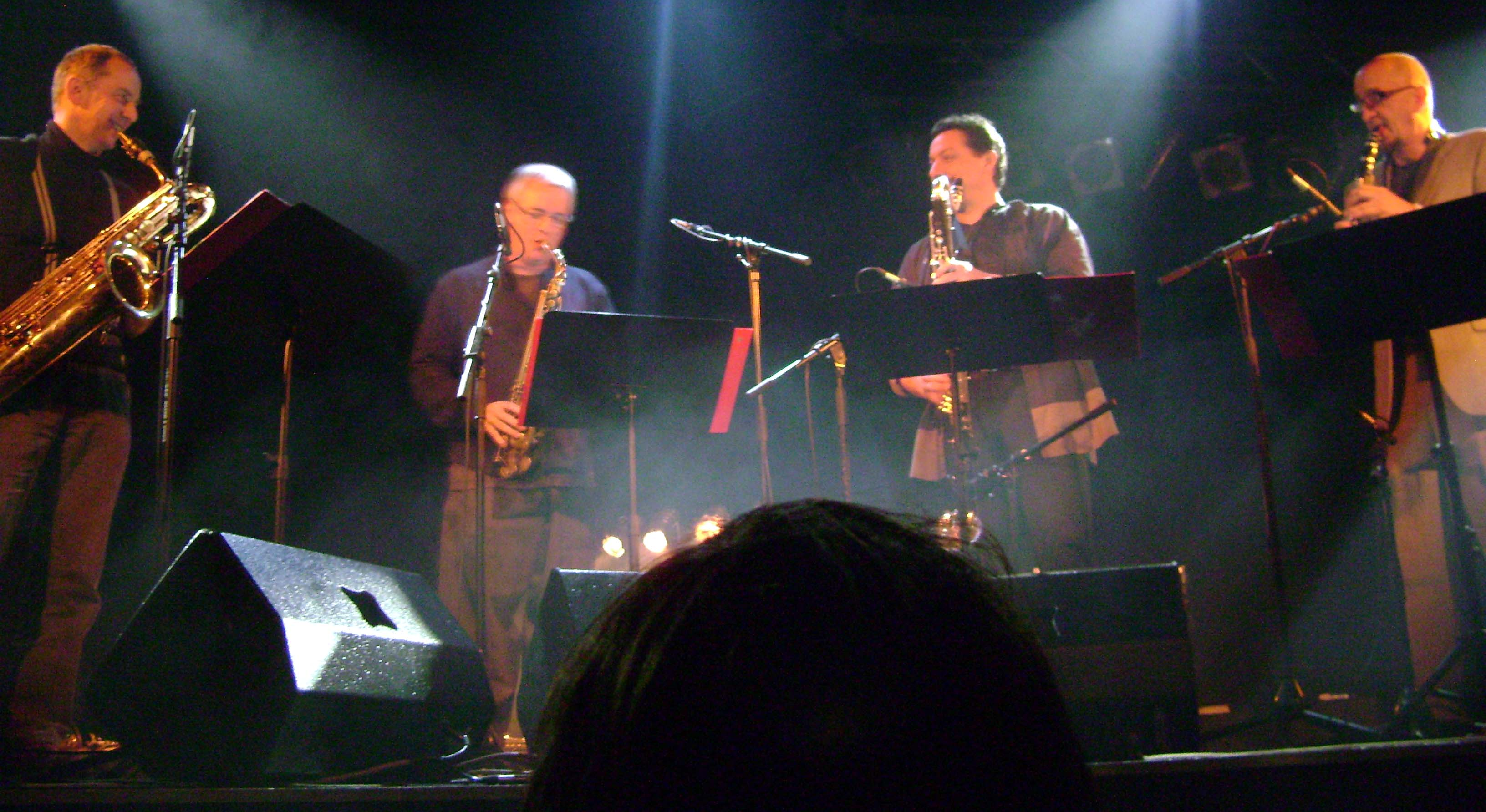
Saxofour 2008: V. l. n. r.: Florian Bramböck, Wolfgang Puschnig, Christian Maurer und Klaus Dickbauer

Saxofour ist ein österreichisches Saxophon-Ensemble, das vor allem experimentellen Jazz und Neue Improvisationsmusik spielt.
Die Musiker sind Florian Bramböck, Klaus Dickbauer, Christian Maurer und Wolfgang Puschnig. Die Musiker wechseln zwischen verschiedenen Saxophonen und Klarinetten, Wolfgang Puschnig spielt auch Querflöte.
Das Ensemble wurde 1991 anlässlich der Austria Jazz Tage Vöcklabruck gegründet und absolvierte seither europaweit mehr als zweihundert Konzerte. Bekannt wurde es zudem auch durch die Zusammenarbeit mit der portugiesischen Sängerin Maria João.

## Diskografie
- Horns Astray  1998, PAO Records
- Lasst uns froho uhund munter sein  2000, PAO Records
- Vocalising Reeds  2002, PAO Records
- Reindeer Games 2002, Emarcy Records
- European Christmas 2004, Emarcy Records
- Cinco (mit Maria João) 2005,  Emarcy Records
- Our Favorite Film Songs 2007, Emarcy Records
- Die Zaubertröte 2010, ATS-Records
- Gimme Some Of That 2011, ATS-Records
- Music for all Occasions 2013, ATS-Records
- 25 years of joy and fun (mit Jamaaladeen Tacuma, Timmy Hudson) 2015, Skylark Productions
- Es wohnt ein friedlich Ton in meinem Saxophon 2016, Skylark Productions
- Oparettet den Jazz 2019, Skylark Production